# Осіпи-Закшевізна
Осіпи-Закшевізна (пол. Osipy-Zakrzewizna) — село в Польщі, у гміні Високе-Мазовецьке Високомазовецького повіту Підляського воєводства.
Населення — 113 осіб (2011).
У 1975-1998 роках село належало до Ломжинського воєводства.

## Демографія
Демографічна структура станом на 31 березня 2011 року:
|          | Загалом | Допрацездатний вік | Працездатний вік | Постпрацездатний вік |
| -------- | ------- | ------------------ | ---------------- | -------------------- |
| Чоловіки | 60      | 14                 | 38               | 8                    |
| Жінки    | 53      | 10                 | 31               | 12                   |
| Разом    | 113     | 24                 | 69               | 20                   |